# Samsung Ch@t 335
De Samsung GT-S3350 of Samsung Ch@t 335 S3350 is een mobiele telefoon van de Zuid-Koreaanse fabrikant Samsung. De Ch@t werd in het najaar van 2010 uitgebracht in Nederland.
Deze is vergelijkbaar met een telefoon zoals de Blackberry van het Canadese bedrijf RIM.

## Specificaties
De Samsung Ch@t beschikt over een qwerty-toetsenbord, widgets-user-interface, uitbreidbaar geheugen tot 8192 MB, FM-radio en mp3-speler, 2 megapixel-camera en een HTML-browser.